# 米申克里克鎮區 (明尼蘇達州派恩縣)
米申克里克鎮區（英語：Mission Creek Township）是位於美國明尼蘇達州派恩縣的一個行政鎮區。

## 地方資料
米申克里克鎮區的面積為82.35平方千米，當中陸地面積為82.29平方千米，而水域面積為0.06平方千米。根據2020年美國人口普查的數據，當地共有人口539人，而人口密度為每平方千米6.55人。